# Ramón Lista (departement)
Ramón Lista is een departement in de Argentijnse provincie Formosa. Het departement (Spaans:  departamento) heeft een oppervlakte van 3.800 km² en telt 10.928 inwoners.

## Plaatsen in departement Ramón Lista
- El Potrillo
- General Mosconi